# Tisy v Turbové
Tisy v Turbové jsou památné stromy, které rostou u zchátralé usedlosti Turbová (Jinonická 6) v Košířích v Praze. Nejsou pro veřejnost přístupné.

## Základní údaje
- věk: 300 let[1], 600 let (1908)[2]

Tisy bývají označované jako pravděpodobně nejstarší v Praze. Takto je někdy titulován i Františkánský tis, který roste v historickém centru.

## Stav stromu a údržba
K nejstarším zmínkám o památných tisech patří článek v časopisu Háj z roku 1910 (XXXIX. 13); jeden ze stromů byl vyobrazen v časopise z roku 1911. Oba byly navrženy k vyhlášení za památné (informace z roku 2003), ale dlouho nebylo možné ochranu realizovat. Nemovitost, u které rostou, se ocitla ve složité majetkoprávní situaci, která vyhlášení ochrany komplikovala. Ochrany se proto dočkaly až v roce 2015.

## Historie a pověsti
Tisy prý pamatují dobu, kdy se na místních terasovitě upravených svazích rozkládala vinice Urbanka. Původně zde stála viniční usedlost, kterou roku 1756 koupil královský rada František Xaver Turba. Kolem původního viničního domku, který se dočkal přestavby, vznikla terasovitá zahrada a nová barokní usedlost. V 19. století se pozemek rozšířil o přilehlou vinici Kuliška.
Mimo samotné tisy, které uzavíraly průčelí obytné budovy, rostly v zahradě ovocné i okrasné stromy, krátká kaštanová alej a výš i menší jehličnatý lesík. Architektonicky zahradu doplňoval pavilon, mramorová socha Venuše a dvě barokní brány s pískovcovými soškami putti (jedna drží hrozen vína, druhá košík s ovocem.)

## Další zajímavosti
Usedlost obýval mezi lety 1938 a 1958 Jiří Trnka, jehož zahrada v místě středověkých vinic inspirovala k dílu Zahrada, které je řazeno mezi jeho stěžejní.

## Památné a významné stromy v okolí
- Dub na Bílé hoře
- Buky v oboře Hvězda
- Dub Na Cibulkách
- Duby Na Cibulkách
- Dub s bizarním kmenem